# Pleurocera pyrenella
Pleurocera pyrenella е вид коремоного от семейство Pleuroceridae. Видът е световно застрашен, със статут Уязвим.

## Разпространение
Разпространен е в САЩ (Алабама и Джорджия).